# Побачимося вчора
Побачимося вчора (See You Yesterday) — американський науково-фантастичний пригодницький фільм 2019 року. Режисер Стефон Брістоль; за сценарієм Брістоля та Фредріки Бейлі — на основі однойменного короткометражного фільму Брістоля 2017 року. Світовий показ відбувся 3 травня 2019 року. Фільм отримав позитивні відгуки та був номінований на дві нагороди — на 35-й церемонії «Independent Spirit Awards», причому Брістоль і Бейлі перемогли в категорії «Премія «Незалежний дух» за найкращий дебютний сценарій».

## Про фільм
Чи можна перехитрувати долю? Найкращі друзі, школярі СіДжей та Себастьян, весь свій вільний час присвячують створенню дивовижних рюкзаків, за допомогою яких можливо подорожувати в часі.
Коли поліціянт на вулиці вбиває старшого брата СіДжея, вони вирішують використати винахід, вирушити в минуле і спробувати врятувати його.

## Знімались
| Актор               | Роль |
| ------------------- | ---- |
| Еден Данкан-Сміт    |      |
| Данте Крічлов       |      |
| Марша Стефані Блейк |      |
| Майкл Джей Фокс     |      |